# Thagria infula
Thagria infula är en insektsart som beskrevs av Nielson 1977. Thagria infula ingår i släktet Thagria och familjen dvärgstritar. Inga underarter finns listade i Catalogue of Life.